# Adiantum pectinatum
Adiantum pectinatum là một loài thực vật có mạch trong họ Adiantaceae. Loài này được Kunze ex Baker miêu tả khoa học đầu tiên năm 1867.